# James Sangala
James Sangala (ur. 20 sierpnia 1986 w Blantyre) – piłkarz malawijski grający na pozycji środkowego obrońcy.

## Kariera klubowa
Karierę piłkarską Sangala rozpoczął w klubie MTL Wanderers Blantyre. W 2005 roku zadebiutował w jego barwach w pierwszej lidze Malawi. W 2006 roku wywalczył z nim mistrzostwo kraju i zdobył Puchar Dobroczynności. Następnie w tym samym roku odszedł do południowoafrykańskiego Thanda Royal Zulu FC. W latach 2008–2011 grał w angolskim CD Primeiro de Agosto, a w latach 2012-2013 w innym klubie z tego kraju, Sport Luanda e Benfica. W 2009 zdobył Puchar Angoli. W 2014 grał w wietnamskim Đắk Lắk FC, a w 2015 w rodzimym Mighty Tigers FC, w którym zakończył karierę.

## Kariera reprezentacyjna
W reprezentacji Malawi Sangala zadebiutował 22 lipca 2006 roku w przegranym 1:3 meczu Pucharu COSAFA 2006 z Zambią, rozegranym w Windhuku. W 2010 roku w Pucharze Narodów Afryki 2010 był podstawowym zawodnikiem i zagrał w 3 meczach: z Algierią (3:0), z Angolą (0:2) i z Mali (1:3). Od 2006 do 2014 wystąpił w kadrze narodowej 64 razy.